# Башта вітрів (Севастополь)
Башта вітрів — пам'ятка архітектури в Ленінському районі Севастополя, одна з небагатьох будівель в місті його раннього періоду. Знаходиться на вулиці Фрунзе, 5.
Вежа була побудована у 1849 році для вентиляції книгосховищ Морської бібліотеки. Як і будівля бібліотеки, що згоріла у 1855 році, вона будувалася інженером-кондуктором Дікоревим, а автором проєкту, ймовірно, був інженер-полковник Джон Уптон.
Вежа нагадує давньогрецьку Башту вітрів в Афінах, споруджену з мармуру в I столітті до н. е. На кожній з восьми сторін башти знаходиться алегоричне зображення вітру, відповідного напряму, у вигляді крилатої міфологічної фігури з атрибутами.

## Архітектура
| Вітер  | Напрям          | Скульптура                                                               |
| ------ | --------------- | ------------------------------------------------------------------------ |
| Борей  | північ          | чоловік в товстій мантії, що дме у вигнуту раковину                      |
| Кайкій | північний схід  | чоловік, що несе і спустошє кошик винограду                              |
| Афелій | схід            | юнак, притримує плащ, повний фруктів і зерна                             |
| Евр    | південний схід  | бородань, що ховається у мантію від стихії                               |
| Нот    | південь         | чоловік, який спустошує посудину, створюючи зливу                        |
| Ліпс   | південний захід | легінь, що штовхає корму корабля, обіцяючи добрий вітер для мореплавання |
| Зефір  | захід           | юнак, розкидає квіти                                                     |
| Скірон | північний захід | бородань з бронзовим горщиком, повним золи і вугілля                     |

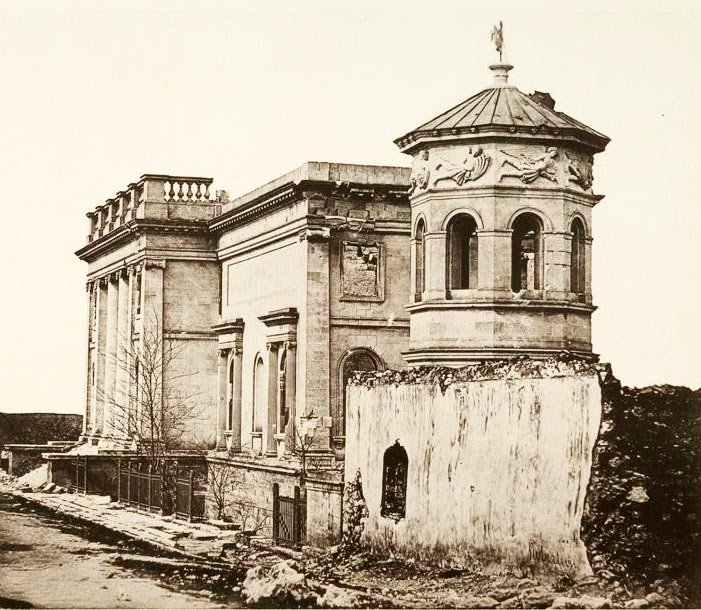
Башта та зруйнована будівля бібліотеки

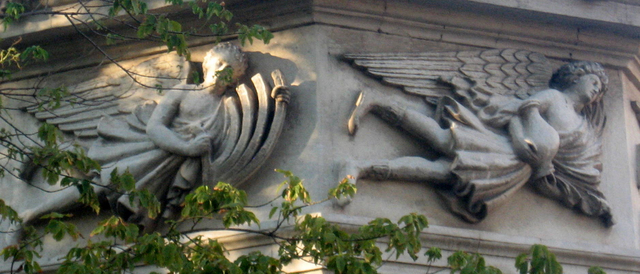
Ліпс (ліворуч) та Нот

Всередині цієї споруди знаходився водяний годинник, зовні — сонячний годинник і флюгер. Вежа у стилі класицизму складена з добре обробленого інкерманського каменю. Являє собою восьмигранну призматичну споруду з інкерманського каменю з шатровим дахом, раніше увінчаною шпилем. Грані строго орієнтовані по сторонах світу. Нижній ярус рустований, у верхньому в кожній грані — арковий отвір. У кожній грані другого ярусу — вузькі напівциркульні віконні прорізи, у верхній частині розташований фриз з горельєфними зображеннями символів вітрів, взятих з грецької міфології. На карнизі — маскарони (левові голови). Афінська вежа — масивніша, а грані — втричі ширші,. Таким чином, севастопольська Башта вітрів — самостійне спорудження, а основна схожість з афінською — алегоричні зображення вітрів і восьмикутність.
Під час першої оборони тут знаходився головний спостережний пункт міста, куди надходили донесення зі всієї лінії оборони.
У 1979 році Башта вітрів стала пам'яткою архітектури республіканського значення.